# Philonotion bolivaranum
Philonotion bolivaranum är en kallaväxtart som först beskrevs av George Sydney Bunting och Julian Alfred Steyermark, och fick sitt nu gällande namn av S.Y.Wong och Peter Charles Boyce. Philonotion bolivaranum ingår i släktet Philonotion och familjen kallaväxter. Inga underarter finns listade.